# Dosso (Region)
Die Region Dosso [dɔˈso] ist eine der sieben Regionen Nigers und liegt im Südwesten des Landes. Ihre Hauptstadt ist Dosso. Die Region hat 2.037.713 Einwohner (2012).

## Geographie

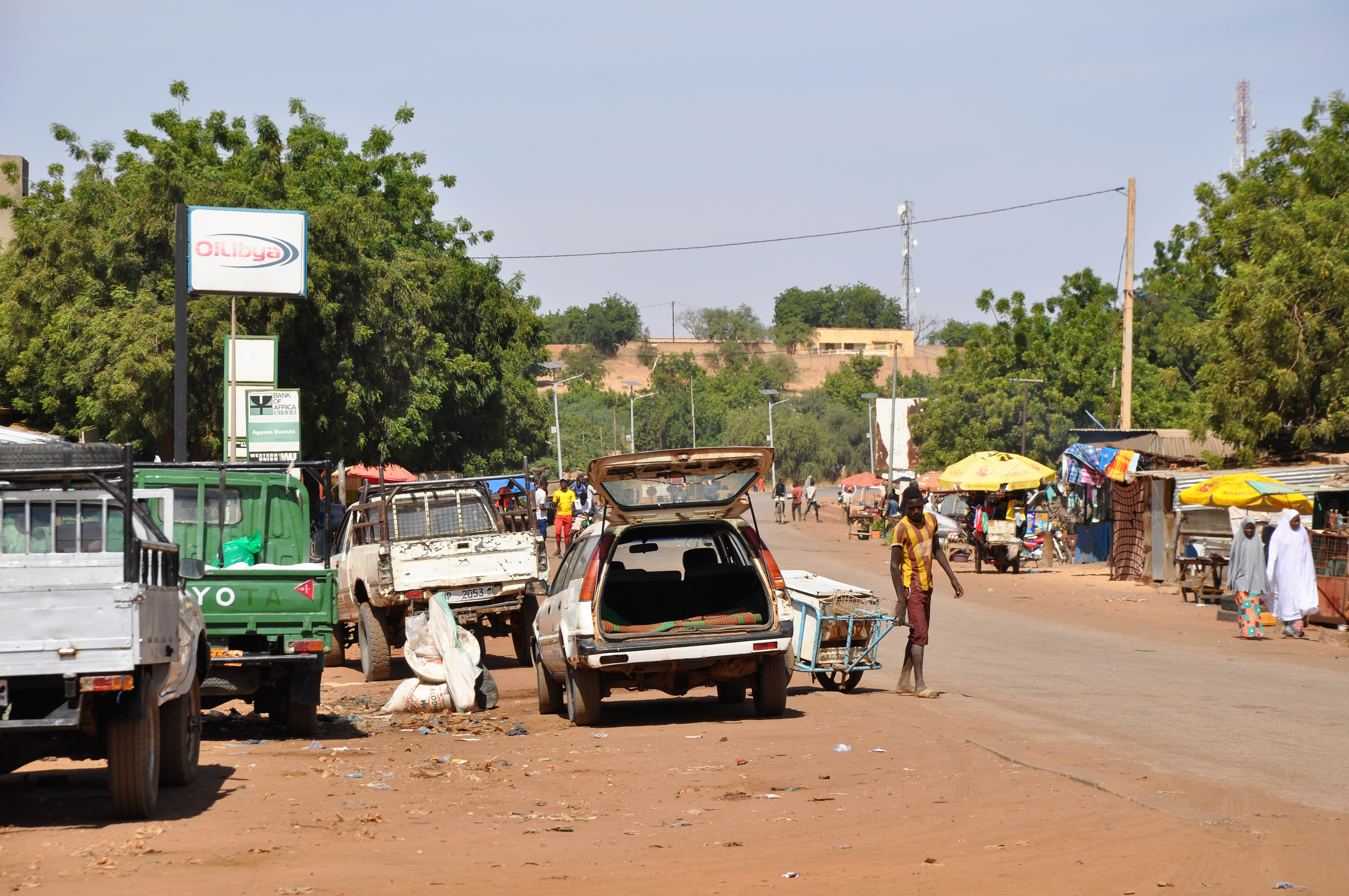
Straßenszene in der Stadt Dogondoutchi in der Region Dosso (2018)

Durch seine südliche Lage ist Dosso vergleichsweise regenreich und fruchtbar. Der Fluss Niger bildet hier die Staatsgrenze. Dosso grenzt im Norden an die nigrische Region Tillabéri, im Nordosten an die nigrische Region Tahoua, im Südosten an die  nigerianischen Bundesstaaten Kebbi und Sokoto und im Südwesten an das beninische Departement Alibori. In geologischer Hinsicht ist die Region dem Erdzeitalter Tertiär zuzurechnen.
Die Region Dosso ist in die acht Departements Boboye, Dioundiou, Dogondoutchi, Dosso, Falmey, Gaya, Loga und Tibiri unterteilt.

## Geschichte
Die Region Dosso geht auf die französische Kolonialzeit zurück. Im Juli 1922 wurde Niger in neun Kreise (cercles) gegliedert, die aus Unterabteilungen (subdivisions) bestanden. Der Kreis Dosso setzte sich aus den Unterabteilungen Dosso und Dogondoutchi zusammen. Nach der Unabhängigkeit Nigers im Jahr 1960 wurde die Kreise am 1. Januar 1961 durch 31 Bezirke (circonscriptions) ersetzt.
Der unmittelbare Vorgänger der Region Dosso war das Departement Dosso, das durch eine am 1. Oktober 1965 in Kraft getretene Verwaltungsreform geschaffen wurde, die Niger in sieben Departements (départements) gliederte. Die damaligen Departements wurden schließlich am 14. September 1998 in Regionen (régions) umgewandelt, die in ihrerseits Departements unterteilt sind.

## Politik

### Gouverneur
An der Spitze der Region steht ein vom Ministerrat Nigers ernannter Gouverneur. Er vertritt den Gesamtstaat. Vor der Umwandlung in eine Region wurde das Gebiet nicht von einem Gouverneur, sondern von einem Präfekten geleitet.
Liste der Präfekte (1965–2004)
- 1965–1966: Yahaya Adamou
- 1966–1971: Assane Salia
- 1970–1971: Adamou Mayaki
- 1971: Ary Tanimoune
- 1971–1972: Fodi Djingarey
- 1972–1974: Ibrahim Attimou
- 1974–1975: Bakoye Tanko
- 1975–1979: Adamou Harouna
- 1979–1983: Ibrahim Hassane
- 1983–1988: Dandi Abarchi
- 1988–1989: Mamadou Ousseini
- 1989–1990: Maïmanga Oumara
- 1990–1991: Nomao Djika
- 1991: Ibrahim Koma
- 1991–1993: Malam Marounga Adambé
- 1993–1995: Amadou Maïga
- 1995–1996: Oumarou Kodé
- 1996–1997: Maïgari Hamidou
- 1997–1998: Ahmed Mohamed
- 1998–1999: Salifou Tanko
- 1999–2000: Sani Kaché Issa
- 2000–2001: Mahamane Yahaya
- 2001–2004: Laouali Moutari

Liste der Gouverneure (seit 2004)
- 2004–2007: Laouali Moutari
- 2007–2009: Ibrahim Belko
- 2009–2010: Issoufou Oumarou
- 2010–2011: Issoufou Yacouba
- 2011–2013: Babalé Amadou
- 2013–2014: Seydou Zataou Ali
- 2014–2016: Abdoulaye Issa
- 2016–2021: Ousmane Moussa[4]
- 2021–2023: Albachir Aboubacar[5]
- 2023–2025: Iro Oumarou[6]
- seit 2025: Bana Alhassane[7]

### Regionalrat

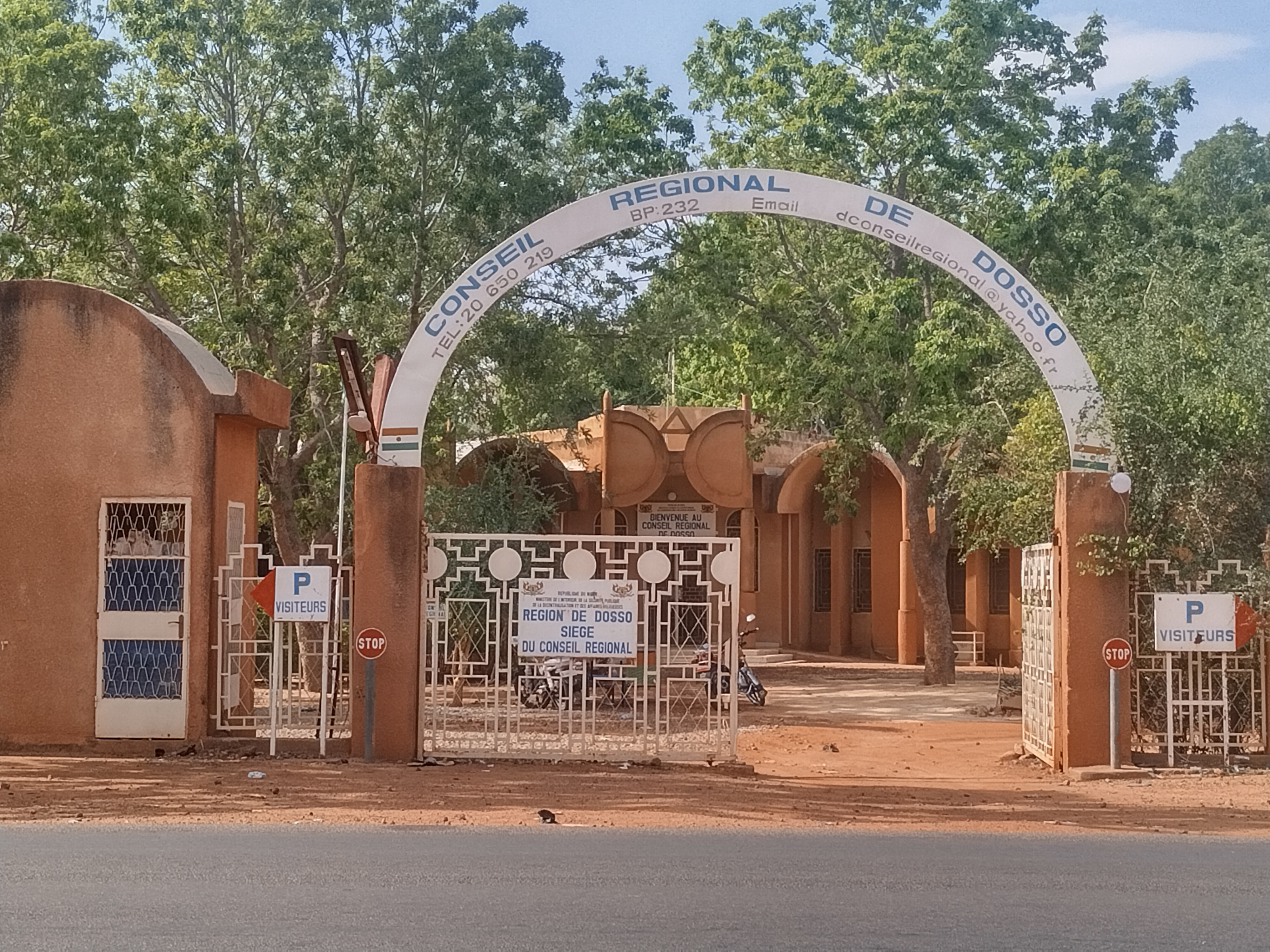
Gebäude des Regionalrats von Dosso (2023)

Der Regionalrat (conseil régional) von Dosso ist ein Organ der Deliberation. Er setzt sich aus gewählten Mitgliedern und Mitgliedern von Rechts wegen zusammen. Letztere, die nicht mehr als ein Fünftel der durch Wahl vergebenen Sitze einnehmen dürfen, sind Vertreter der chefferie traditionnelle, der traditionellen Herrscher. Dazu zählt beispielsweise der Sultan von Dosso. Der Regionalrat von Dosso hat 41 gewählte Mitglieder.
Der Präsident des Regionalrats (président du conseil) und dessen ein bis zwei Stellvertreter sind ein Organ der Exekutive in der Region.

## Bevölkerung
Das Gebiet der Region Dosso hatte 1960, im Jahr der Unabhängigkeit Nigers, etwa 450.000 Einwohner. Die Volkszählung 1977 ergab 693.207 Einwohner, die Volkszählung 1988 1.016.469 Einwohner und die Volkszählung 2001 1.505.864 Einwohner. Die Volkszählung 2012 ergab 2.037.713 Einwohner.
Die beiden größten Volksgruppen in der Region sind die Zarma und Songhai mit 48 % sowie die Hausa mit 42 % der Gesamtbevölkerung. Weitere Volksgruppen in Dosso sind die Fulbe mit 9 % und die Tuareg mit 1 %.

## Wirtschaft und Infrastruktur
In der Region Dosso gibt es 549 Grundschulen, davon sind drei Privatschulen. Die Brutto-Einschulungsrate betrug im Schuljahr 2009/2010 73 % (landesweit 72,9 %), bei Mädchen 61,2 % (landesweit 63,9 %). Auf einen Grundschullehrer kamen durchschnittlich 37 Schüler (landesweit 39). Die Grundschulabschlussrate betrug 52,1 % (landesweit 49,3 %), bei Mädchen 41,4 % (landesweit 41,5 %).